# Bácsszőlős
Bácsszőlős ist eine ungarische Gemeinde im Kreis Bácsalmás im Komitat Bács-Kiskun. Zur Gemeinde gehören die Siedlungen Dobokanagyjárás, Kunbajapuszta, Ószőlők und Telekiszőlők.

## Geografische Lage
Bácsszőlős liegt ungefähr sieben Kilometer östlich der Kreisstadt Bácsalmás und vier Kilometer von der Grenze zu Serbien entfernt. Nachbargemeinden sind Csikéria und Kunbaja.

## Geschichte
Der Wein- und Obstbau spielt für den Ort eine bedeutende Rolle. Seit dem Ende des 19. Jahrhunderts werden auf den sandigen Böden der Region verschiedene Rebsorten angebaut. Die 1885 erbaute Eisenbahnlinie Bácsalmás-Csikéria-Subotica führte durch das Gebiet und trug zur Entwicklung des Weinhandels bei. Seit 1952 ist Bácsszőlős eine eigenständige Gemeinde, vorher gehörte es zur Stadt Bácsalmás. 1960 wurde der  Personen- und Güterverkehr auf der Eisenbahnlinie eingestellt. In den 1960er und 1970er Jahren betrug die Anbaufläche für die Trauben- und Obstproduktion 1800 Hektar. Nach dem Systemwechsel verlor Anfang der 1990er Jahre ein großer Teil der Erwerbstätigen ihren Arbeitsplatz, was in den folgenden Jahren zu einem Anstieg der Zahl verlassener Gehöfte und zu einem Rückgang der Bevölkerung geführt hat. Aufgrund dessen wurde 1999 die Grundschule geschlossen, so dass Kinder die Grundschulen in Csikéria oder Bácsalmás besuchen müssen.

## Sehenswürdigkeiten
- Lajos-Kossuth-Büste, erschaffen von Csaba Erdős
- Millenniums-Gedenksäule (Millenniumi emlékoszlop), erschaffen von Csaba Erdős
- Népomuki-Szent-János-Statue
- Römisch-katholische Kirche Szent Orbán, erbaut 1936
- Wandrelief Táncosok, erschaffen 1959
- Weltkriegsdenkmal (I. világháborús emlékmű), erschaffen 1929

## Verkehr
Durch Bácsszőlős verläuft die Landstraße Nr. 5507. Der nächstgelegene Bahnhof befindet sich in Bácsalmás.